# Cecilia Helena Payne-Gaposchkin
Cecilia Payne-Gaposchkin (nacida como Cecilia Helena Payne; Wendover, Reino Unido, 10 de mayo de 1900-Cambridge, Estados Unidos, 7 de diciembre de 1979) fue una astrónoma y astrofísica anglo-estadounidense. En su tesis doctoral de 1925 propuso que las estrellas estaban compuestas principalmente de hidrógeno y helio. Su innovadora conclusión fue rechazada inicialmente porque contradecía la ciencia de la época, que sostenía que no existían diferencias elementales significativas que diferenciaran al Sol de la Tierra. Observaciones independientes acabaron demostrando que tenía razón. Su trabajo sobre la naturaleza de las estrellas variables fue fundamental para la astrofísica moderna. Este trabajo fue considerado en su momento como «la más brillante tesis doctoral escrita nunca en astronomía».

## Biografía
Cecilia Helena Payne fue una de los tres hijos de Emma Leonora Helena Pertz y Edward John Payne, este último un músico e historiador londinense.[cita requerida]
Estudió inicialmente botánica, física y química en la Universidad de Cambridge. Ante la imposibilidad de conseguir un título allí debido a su sexo, abandonó Inglaterra en 1922 con la intención de vivir en los Estados Unidos, donde acabó obteniendo la nacionalidad en 1931. En 1925 se convirtió en la primera persona en lograr un doctorado en el área de astronomía en el Radcliffe College, y lo hizo gracias a su disertación sobre Atmósferas estelares, una contribución al estudio de observación de las altas temperaturas en las capas inversas de las estrellas (Stellar Atmospheres, A Contribution to the Observational Study of High Temperature in the Reversing Layers of Stars). El astrónomo Otto Struve caracterizó el trabajo de Cecilia como «indudablemente la tesis doctoral en astronomía más brillante de la historia». Aplicó la teoría de la ionización, desarrollada por el físico Meghnad Saha para poder relacionar exactamente la clasificación espectral de las estrellas con sus temperaturas absolutas. La tesis estableció que el hidrógeno era el componente principal de las estrellas.
En un viaje a través de Europa en 1933 conoció al astrofísico ruso Sergei I. Gaposchkin en Alemania. Lo ayudó a conseguir un visado a los Estados Unidos. Se casaron en marzo de 1934 y tuvieron tres hijos. Payne-Gaposchkin fue una científica activa durante toda su vida y pasó toda su carrera académica en Harvard. Durante más de una década no tuvo un puesto oficial, hasta que en 1938 se le concedió el título de «astrónoma». En 1956 fue la primera mujer en alcanzar el puesto de profesora asociada en Harvard, y más tarde fue la primera mujer en dirigir un departamento en esa universidad.[cita requerida]

## Honores
Premios
- Premio Annie J. Cannon en Astronomía (1934)
- Lectura del Henry Norris Russell de la American Astronomical Society (1976)

Nombres a objetos estelares en su honor
- Asteroide (2039) Payne-Gaposchkin

### Obituarios
- Physics Today 33 (1980) 64
- QJRAS 23 (1982) 450

- Datos: Q234909
- Multimedia: Cecilia Payne-Gaposchkin / Q234909